# Molí de Ribelles
El Molí de Ribelles és un molí al municipi de Vilanova de l'Aguda (Noguera) inclòs a l'Inventari del Patrimoni Arquitectònic de Catalunya.

## Descripció
Edifici de grans dimensions que actualment és habitat. La conservació és bona, tot i que del molí res ens resta. Al llindar de la porta d'entrada s'hi veu escrit l'any 1758.